# Huananpotamon ramipodum
Huananpotamon ramipodum is een krabbensoort uit de familie van de Potamidae. De wetenschappelijke naam van de soort is voor het eerst geldig gepubliceerd in 1987 door Dai & Chen.